# Riacho Negro
Riacho Negro es una localidad del departamento Pilcomayo, en la provincia de Formosa, Argentina. Se encuentra ubicado en la intersección del riacho Negro y la Ruta Nacional 11, que la vincula al norte con Clorinda y al sur con la ciudad de Formosa.
Por ley n.º 1625 sancionada el 25 de junio de 2015 el ejido del municipio de Clorinda fue ampliado disolviéndose la junta vecinal de Riacho Negro. En 2019 la municipalidad de Clorinda creó una delegación municipal en el lugar.

## Población
Cuenta con 720 habitantes (Indec, 2010), lo que representa un incremento del 4,05% frente a los 692 habitantes (Indec, 2001) del censo anterior.
| Gráfica de evolución demográfica de Riacho Negro entre 2001 y 2010 |
|                                                                    |
| Fuente: Censos nacionales del INDEC                                |